# Janusz Wiśniewski (politolog)
Janusz Andrzej Wiśniewski – polski politolog, dr hab., profesor uczelni Zakładu Filozofii Polityki Wydziału Nauk Politycznych i Dziennikarstwa Uniwersytetu im. Adama Mickiewicza w Poznaniu i Instytutu Nauk Technicznych Uczelni Państwowej Akademii Nauk Stosowanych im. Hipolita Cegielskiego w Gnieźnie.

## Życiorys
Obronił pracę doktorską, następnie uzyskał stopień doktora habilitowanego. Został zatrudniony na stanowisku profesora w Instytucie Nauk Politycznych i Dziennikarstwa na Wydziale Nauk Społecznych Uniwersytetu im. Adama Mickiewicza.
Awansował na stanowisko profesora nadzwyczajnego na Wydziale Nauk Politycznych i Dziennikarstwa Uniwersytetu im. Adama Mickiewicza, prorektora na Uniwersytecie im. Adama Mickiewicza, oraz w Uczelni Państwowej Akademii Nauk Stosowanych im. Hipolita Cegielskiego w Gnieźnie, a także dziekana na Wydziale Nauk Społecznych Uniwersytetu im. Adama Mickiewicza.
Jest profesorem uczelni w Instytucie Nauk Technicznych Uczelni Państwowej Akademii Nauk Stosowanych im. Hipolita Cegielskiego w Gnieźnie i w Zakładzie Filozofii Polityki na Wydziale Nauk Politycznych i Dziennikarstwa Uniwersytetu im. Adama Mickiewicza w Poznaniu.
Był kierownikiem Zakładu Filozofii Polityki Wydziału Nauk Politycznych i Dziennikarstwa Uniwersytetu im. Adama Mickiewicza w Poznaniu i rektorem w Państwowej Wyższej Szkole Zawodowej im. Hipolita Cegielskiego w Gnieźnie.